# Radio Bremen

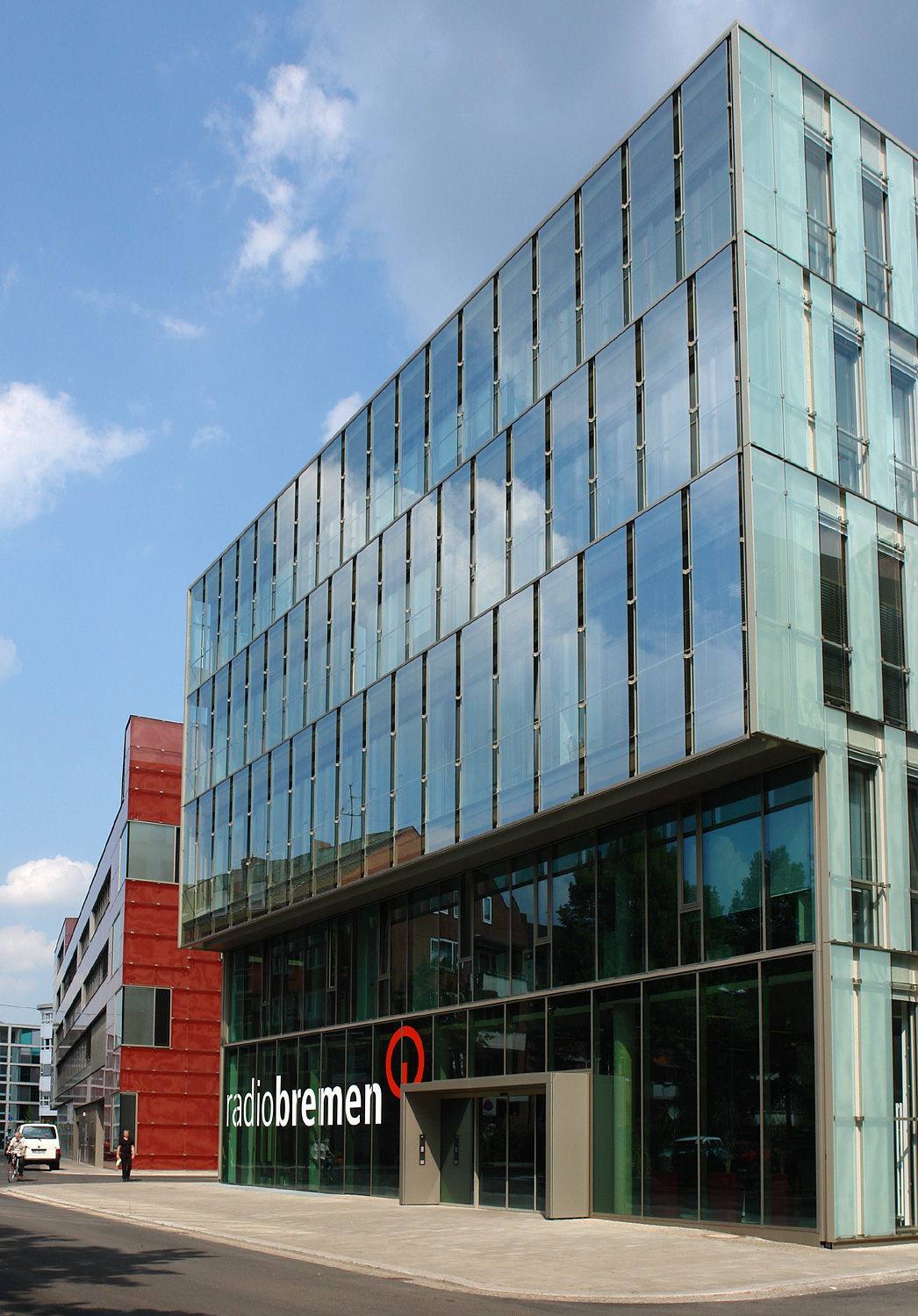
Haupteingang zum Redaktionsgebäude im Stephaniviertel (2008). Hintergrund: Stephani-Haus mit Verwaltung

Radio Bremen ist eine Anstalt des öffentlichen Rechts (Landesrundfunkanstalt) für das Land Freie Hansestadt Bremen. Der 1945 gegründete Sender ist die kleinste Landesrundfunkanstalt der ARD, deren Mitglied sie seit der ARD-Gründung 1950 ist. Radio Bremen befasst sich jedoch nicht nur mit dem Bundesland Bremen, sondern berichtet auch über die Metropolregion Nordwest, die zum großen Teil im Sendegebiet des Norddeutschen Rundfunks liegt. Intendantin von Radio Bremen ist seit dem 1. August 2019 Yvette Gerner.

## Sitz und Betrieb
Sitz des Senders ist Bremen, Diepenau 10, an der Weser. Zunächst zogen die Bereiche Fernsehen und Online in den neuen Radio-Bremen-Komplex im Stadtteil Bremen-Mitte (Stephaniviertel/Faulenquartier). Hörfunk und Verwaltung folgten Ende 2007. In Bremerhaven besteht ein Regionalstudio. Die nach 1980 neu erbauten Studio- und Betriebsgebäude des Hörfunks in Bremen-Schwachhausen am Standort des früheren Luftwaffen-Lazaretts sind seit 2007 nicht mehr in Betrieb und wurden in eine medizinische Einrichtung umgewandelt. Der akustisch besonders hochwertige Konzertsaal blieb in freier Trägerschaft erhalten. Die nach 1960 erbauten Studio- und Betriebsgebäude des Fernsehens in Bremen-Osterholz an der Hans-Bredow-Straße waren seit Anfang September 2007 nicht mehr in Betrieb und wurden abgerissen. Die seit 1945 in Bremen im Leher Feld betriebenen Sendeanlagen wurden 1999 durch einen Neubau in Bremen-Oberneuland abgelöst oder auf technische Einrichtungen der Deutschen Telekom übergeleitet. Das 2007/08 nach Plänen von Böge Lindner K2 Architekten erbaute Sendezentrum Radio Bremen ist Sitz des Senders. Der Mittelwellensender auf 936 kHz wurde 2010 aus Kostengründen ohne vorherige Ankündigung abgeschaltet.

## Aktuelle Lage

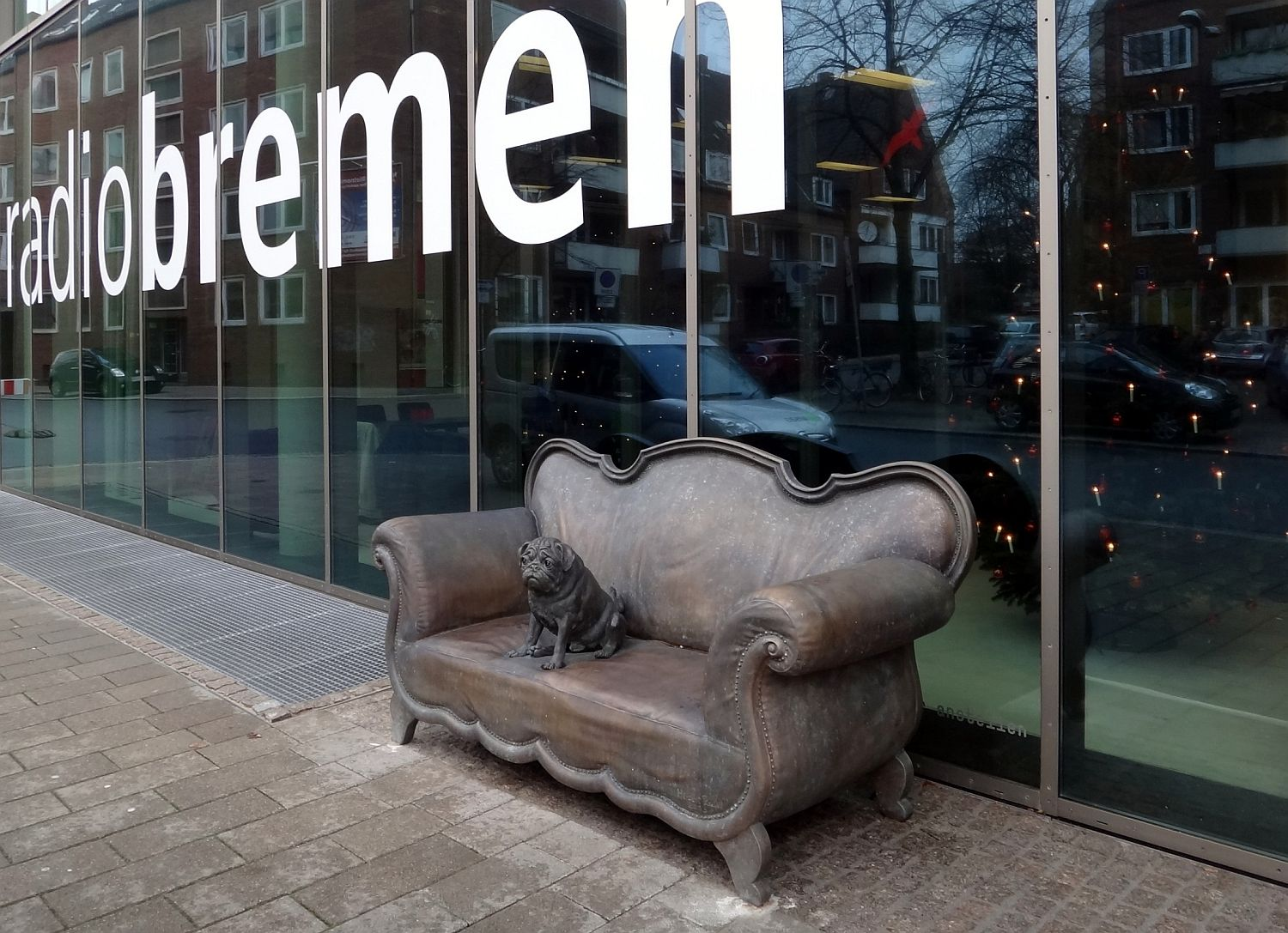
Loriot-Sofa aus Bronze mit Mops seit 2013 vor dem Funkhaus, Bildhauer: Herbert Rauer

Die zuvor getrennten Standorte von Hörfunk und Fernsehen wurden aus finanziellen Gründen Ende 2007 in eine neue gemeinsame und deutlich kleinere Repräsentanz zentrumsnah im Stephaniviertel zusammengelegt, wo Radio Bremen nunmehr nach eigenen Angaben das zum Zeitpunkt der Inbetriebnahme modernste Funkhaus Europas unterhält. Mit dem Umzug wurde die Technik komplett digitalisiert. In einem gemeinsamen Redaktionssystem arbeiten erstmals Hörfunk-, Fernseh- und Onlineredaktionen zusammen. Damit streben Radio Bremen als erste ARD-Anstalt und die Bremedia ein konsequent trimediales Arbeiten an.
Bedingt durch eine massive Kürzung beim ARD-internen Finanzausgleich verlor Radio Bremen seit 1999 einen großen Teil seiner Mittel. In der Folge mussten die Programme Hansawelle und Radio Bremen Melodie zu Bremen Eins zusammengelegt werden, das anspruchsvolle Kulturprogramm Radio Bremen 2, das einen Großteil des ehemaligen Budgets in Anspruch nahm, wurde in eine Gemeinschaftsproduktion mit dem Norddeutschen Rundfunk, Nordwestradio, überführt. Es wurde in erheblichem Umfang Personal abgebaut auf etwa 300 Mitarbeiter im Jahr 2006; hinzuzurechnen sind operativ allerdings die Mitarbeiter der Bremedia Produktion GmbH.
Der gesamte Bereich Produktion/Technik sowie einige redaktionell tätige Mitarbeiter des Senders wurden trotz Protesten aus der Belegschaft 2006 zur Kostensenkung in die Tochtergesellschaft Bremedia Produktion GmbH ausgelagert, an der Radio Bremen zunächst 51 % hielt, während 49 % die Bavaria Film GmbH besaß. Seit 2018 ist das Unternehmen eine 100%ige Tochter von Radio Bremen. Bereits zum 1. Januar 2006 wurde die Abteilung Ausstattung in die Bremer Bühnenhaus GmbH ausgegliedert, an der Radio Bremen als Minderheitsgesellschafter beteiligt ist. Neu eingestellte Mitarbeiter werden in beiden Tochterunternehmen wesentlich schlechter bezahlt als bei Radio Bremen.
Im Rahmen der ARD-Strukturreform zur Kostenersparnis wurde die Sendeabwicklung (SAW) der linearen Fernsehprogramme von NDR, Radio Bremen und MDR im April 2024 zusammengelegt: Die technische Abwicklung erfolgt fortan zentral über den MDR in Leipzig.

## Geschichte

Logo bis 2001

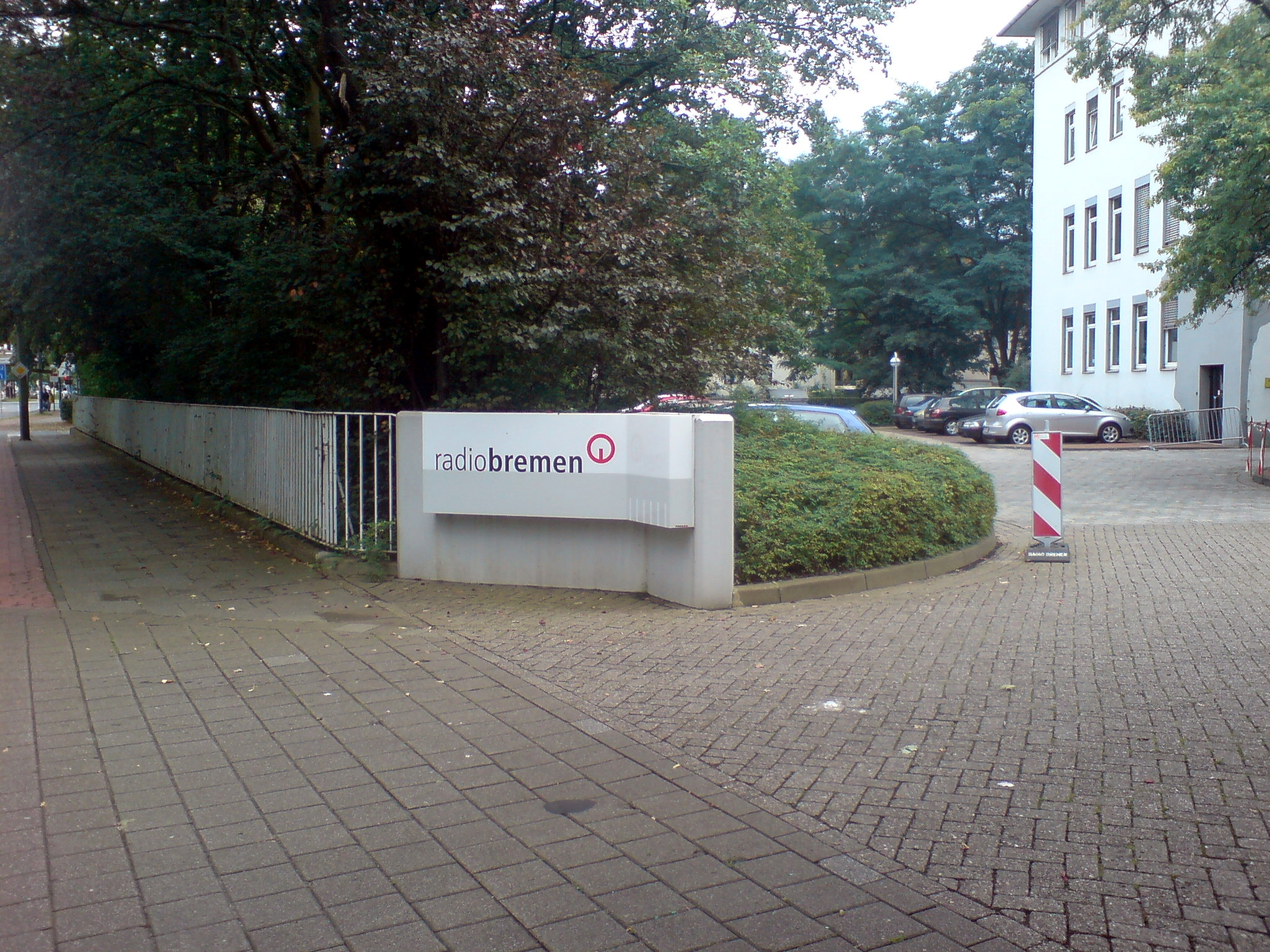
Standort des Hörfunks bis 2007

### Sender Bremen 1924–1945
1922 wurde unter Mitwirkung des Bremischen Großkaufmanns Ludwig Roselius die Gesellschaft „Deutsche Stunde für drahtlose Belehrung und Unterhaltung“, als erster Schritt zur Verwirklichung eines allgemeinen Rundfunks mit künstlerischen Darbietungen, gegründet.
Am 2. Mai 1924 nahm die Nordische Rundfunk AG (NORAG) in Hamburg mit einem Gesellschaftskapital von 300.000 RM ihren Betrieb auf. Am 30. November 1924 wurde der „Zwischensender“ Bremen, der der NORAG eigene Sendungen lieferte, von Staatssekretär Hans Bredow in Betrieb genommen und an Bürgermeister Martin Donandt übergeben. Die Geschäftsstelle der NORAG Bremen wurde zunächst in dem Gebäude Am Markt 14 untergebracht. Ernst Pündter (1884–1929) war ab 1925 erster künstlerischer Leiter und ab Januar 1926 Leiter des Bremer Senders.
Mit der Gründung des Bremer Senders wurde das Gesellschaftskapital verdoppelt; zehn Anteile von je 500 RM befanden sich in Händen der Stadt Bremen. Aufgrund dieser Beteiligung erhielt Bremen einen Sitz im Aufsichtsrat der NORAG, den Senator Carl Thalenhorst einnahm. Vertreter Bremens im Kulturbeirat waren nacheinander F. Noltenius (1927–1929) und Konsul C. Menke (1930–1932).
Der Mittelwellensender mit einer Leistung von 250 Watt wurde im Postgebäude an der Domsheide eingerichtet. Von einem Nebenraum wurde er „besprochen“. Die Sendeantenne wurde zunächst zwischen dem Telegrafenamt und dem Ostturm des Bremer Domes gespannt.
Am Eröffnungstag gab es neben Nachrichten und Sportberichten den Landfunk und das Reich der Frau. Um 17.00 Uhr wurde die Eröffnungsfeier mit einer Ansprache des Staatssekretärs Bredow und Werken von Haydn, Beethoven, Mozart, Wagner und Rachmaninoff, live gespielt vom Philharmonischen Quartett Bremen, übertragen.
Als erstes eigenes Heim bekam der Sender im März 1925 im Stadttheater Am Wall einen „Funksaal“. Aus dem ehemaligen Ballsaal, der zur Verbesserung der Akustik mit dicken Wolkengardinen an Decken und Wänden und einem schweren Teppich auf dem Fußboden ausgestattet war, wurden Hörspiele und Konzerte übertragen. Später erfolgte ein Umzug in das ehemalige Gewerbemuseum in der Kaiserstraße.
In den folgenden Jahren steuerte der Bremer Sender täglich drei bis vier Stunden zum gemeinsamen Programm der NORAG bei. Hierzu gehörten die sonntäglichen Konzerte aus der oberen Rathaushalle, das Hafenkonzert, die Übertragung von Sportveranstaltungen, Direktübertragungen aus dem Theater, dem Astoria oder etwa der Empfang nach dem Transatlantikflug von Hermann Köhl, Ehrenfried Günther Freiherr von Hünefeld und James Fitzmaurice.
Die Programmauswahl wurde von einem Rundfunkausschuss unterstützt, der aus Vertretern der bremischen Wirtschaft, der Literatur, der bildenden Künste und der Musik zusammengesetzt war und dem unter anderem der Oldenburger Dichter August Hinrichs angehörte.
1927 stellte der Bremer Staat dem Sender das historische Gebäude der alten Stadtwaage in der Langenstraße zur Verfügung. Die Einweihung erfolgte am 24. September 1927.
Im Jahr 1931 wurde dem Bremer Sender die eigene Welle entzogen. Fortan konnte nur noch von jeweils einem Studio der Norddeutschen Gleichwelle gesendet werden. Die Bremer Sendezeit ging auf wöchentlich etwa zehn Stunden zurück, aktuelle Sendungen konnten nicht mehr ausgestrahlt werden, wichtige Meldungen wurden telefonisch nach Hamburg gemeldet und an die Nachrichten der NORAG angehängt.
1932 wurde der Rundfunk im Deutschen Reich durch die Regierung von Papen verstaatlicht. Die einzelnen Sendegesellschaften erhielten einen Staatskommissar. Ein Jahr später wurde unter den Nationalsozialisten die NORAG als „Reichssender Hamburg“ Teil der Reichs-Rundfunk-Gesellschaft (ab 1939 Großdeutscher Rundfunk). 1933 entstand in Utbremen ein 90 Meter hoher Sendeturm aus Holz. Dieser wurde nach Zerstörung durch Blitzschlag durch eine Stahlkonstruktion ersetzt. Er sendete bis 1945.

### Radio Bremen seit 1945
Bremen stand nach dem Zweiten Weltkrieg unter US-amerikanischer Verwaltung. Im September 1945 holten die Amerikaner eine ihrer beweglichen Rundfunksendestationen aus der Normandie nach Bremen. Die erste Anstellung, nämlich die eines technischen Leiters, bekam am 29. September Kurt Kraus. Am 5. Oktober wurde der Name „Radio Bremen“ erstmals offiziell gesetzt, nämlich in einem Schreiben des Leiters des Bremer Verkehrsvereins an den Bürgermeister:
„Schon in den nächsten Tagen wird in Bremen unter dem Namen ‚Radio Bremen‘ ein Sender seine Arbeit aufnehmen, der in deutscher Sprache für die deutsche Bevölkerung arbeitet.“
Die Besatzungsmacht unter Leitung von Sergeant Edward E. Harriman suchte mit dem Präsidenten des Bremer Senats, Bürgermeister Wilhelm Kaisen, ein Gebäude für den Sender. In einer Villa in der Schwachhauser Heerstraße 363 startete am 11. Oktober der Testbetrieb. Als Sendesaal wurde die St.-Pauli-Gaststätte an der Horner Heerstraße genutzt.

Am 23. Dezember 1945 meldete sich unter dem Programmdirektor Hans Günther Oesterreich Radio Bremen als Sender der amerikanischen Besatzung mit einem täglich über Mittelwelle verbreiteten mehrstündigen Programm. Der US-Kontrolloffizier:
„This is Radio Bremen on 499 meters. Starting today, Radio Bremen will be on the air daily. […] Wir grüßen alle unsere Hörer.“
Am 26. Februar 1946 ernannte die amerikanische Militärregierung Walter Geerdes zum stellvertretenden Intendanten und am 1. Juli 1946 zum Intendanten von Radio Bremen. Am 5. April 1949 wurde Radio Bremen in eine Anstalt des öffentlichen Rechts für das Land Bremen überführt. Der 1949 gegründete Rundfunkrat Bremen bestätigte Geerdes als Intendant. 1950 war Radio Bremen Gründungsmitglied der ARD. Im gleichen Jahr erhielt der Sender aus einer amerikanischen Spende 1,76 Millionen DM, die es ermöglichte nach Plänen von Herbert Anker das Funkhaus im Bremer Stadtteil Schwachhausen, im heutigen Ortsteil Radio Bremen, an der Bürgermeister-Spitta-Allee/Ecke Heinrich-Hertz-Straße zu bauen. Als herausragend gilt der 1952 nach Plänen von Hans Storm erstellte Sendesaal Bremen (später „Studio F“), der aufgrund seiner besonderen Bauweise über eine europaweit einzigartige Akustik (Akustiker Walter Kuhl) verfügt und 2009 unter Denkmalschutz gestellt wurde.

### Programmgeschichte von Radio Bremen
Radio Bremen strahlte bis 1952 nur ein Hörfunkprogramm aus (später „Radio Bremen 1“ und ab 1968 „Hansawelle“). Am 14. April 1952 startete das 2. Hörfunkprogramm über UKW-Radio Bremen 2, das nach und nach zu einem anspruchsvollen Programm mit kulturellen Wortbeiträgen sowie klassischer und moderner Musik ausgebaut wurde (seit 1982 ist es Vollprogramm).
Seit 1962 liefert Radio Bremen einen dreiprozentigen, heute einprozentigen, Anteil zum Ersten Deutschen Fernsehen (Das Erste).
Am 1. November 1964 startete Radio Bremen sein 3. Hörfunkprogramm, Radio Bremen 3, zunächst als Gastarbeiterprogramm, ab 1. Januar 1985 als Vollprogramm mit Leichter Musik. Am 1. September 1992 wurde es in eine Klassikwelle verwandelt und ab 4. September 1995 bzw. ab 1. November 1998 eine Melodiewelle (Radio Bremen Melodie) mit Schwerpunkt Regional-Informationen.
Am 4. Januar 1965 startete Radio Bremen zusammen mit dem Norddeutschen Rundfunk (NDR) und dem Sender Freies Berlin (SFB) das dritte Fernsehprogramm Nord 3 (später auch „N3 – Norddeutsches Fernsehen“, heute: NDR Fernsehen) für die Länder Bremen, Hamburg, Niedersachsen, Schleswig-Holstein und Berlin. Der SFB trat im Oktober 1992 aus dem Gemeinschaftsprogramm aus und startete ein eigenes Fernsehprogramm (damals unter den Namen B 1; später SFB 1, heute rbb Fernsehen). Das NDR Fernsehen wurde unter Beteiligung Radio Bremens Zug um Zug zum Vollprogramm ausgebaut. Bei Radio Bremen machten einige beliebte Unterhaltungskünstler wie Rudi Carrell (Rudi Carrell Show, 1965) und Hape Kerkeling (Total normal, bei Radio Bremen produziert, 1989) ihre ersten Schritte und erarbeitete sich Loriot (1976–1978) anhaltende Popularität beim Film- und Fernsehpublikum. Weitere wegweisende Formate wurden von Radio Bremen entwickelt, so die von Mike Leckebusch konzipierten und unter seiner Regie stehenden Popmusik-Sendungen Beat-Club (1965–1972, Moderation Uschi Nerke u. a.) und Musikladen (1972–1984, Moderation Manfred Sexauer und Uschi Nerke) im ARD-Fernsehprogramm und die 1974 geschaffene Talkshow 3nach9, nach einer Idee von Dieter Ertel, in N 3 und weiteren dritten Fernsehprogrammen ausgestrahlt und anfangs von Wolfgang Menge, Gerd von Paczensky und Marianne Koch moderiert. 
In der Austastlücke des Programms N 3 startete der NDR zusammen mit Radio Bremen am 30. September 1988 sein regionales Videotext-Angebot unter der Bezeichnung „Nord-Text“. Seit Dezember 2001 wird es als „NDR-Text“ geführt, die Informationen über Angebote von Radio Bremen firmieren als „radiobremen-text“. 
Innerhalb des Ersten sendete Radio Bremen seit 1980 ein eigenständiges Regionalprogramm („Buten un Binnen“).
Das 4. Hörfunkprogramm von Radio Bremen, Radio Bremen Vier, startete am 1. Dezember 1986 als Jugendprogramm mit einem hohen Anteil Rockmusik, bevor es am 1. September 1992 leicht verändert wurde.
Am 30. August 1998 startete der Westdeutsche Rundfunk (WDR) in Kooperation mit Radio Bremen das Hörfunkprogramm Funkhaus Europa als integratives Angebot für Hörer ausländischer Herkunft und interessierte Deutsche in Nordrhein-Westfalen und Nordwestdeutschland. Das Programm ist seit September 2001 in Bremen über UKW und war kurze Zeit auch über Mittelwelle zu empfangen. 
1999 wurde die Sendeanlage am Leher Feld stillgelegt. Für die Verbreitung der UKW-Programme wurden Sender der Deutschen Telekom auf dem Fernmeldeturm angemietet, während für die Verbreitung des Mittelwellenprogramms eine neue Sendeanlage in der Nähe der Straße Aumundsdamm im Stadtteil Oberneuland in Betrieb ging.
Am 30. April 2001 wurde Radio Bremen 3 (seit 1995 „Radio Bremen Melodie“) zusammen mit „Radio Bremen Hansawelle“ zum Programm Bremen Eins verschmolzen. Am 1. November 2001 startete das Nordwestradio, ein gemeinsames Hörfunkprogramm von Radio Bremen und dem NDR. In diesem Programm ging Radio Bremen 2 auf. Somit werden seit 2001 von Radio Bremen oder unter Beteiligung von Radio Bremen nach wie vor vier Hörfunkprogramme ausgestrahlt.
Auf der UKW-Frequenz 95,0 MHz wird ein fünftes Radio-Bremen-Programm ausgestrahlt, die Parlamentswelle. Hier werden die Sitzungen der Bremischen Bürgerschaft übertragen. Zu anderen Zeiten wird über diese Frequenz das Programm von NDR Info gesendet. Während zu Anfang die RDS-Kennung noch RB/NDR war, ist sie nun bei Sendungen aus der Bremischen Bürgerschaft Bremen 5, ansonsten NDR Info.
Am 1. Januar 2005 startete das Radio Bremen TV. Hier werden seitdem die regionalen Inhalte von Radio Bremen für Bremen und Bremerhaven ausgestrahlt. Bis zum 31. Dezember 2004 wurden die meisten regionalen Inhalte in einem gesonderten Vorabendprogramm im Ersten verbreitet. Radio Bremen schloss sich damit dem harmonisierten Programmschema an, was aufgrund einer neuen Organisation im Ersten nötig geworden war. Seit 2005 wird das gesamte Programm des Ersten aus Kostengründen zentral vom ARD-Sternpunkt beim HR in Frankfurt abgewickelt (Zentrale Sendeabwicklung/ZSAW).
Der Bremer Anteil an Funkhaus Europa (seit 2016 „COSMO“) ist seit 2016 geschrumpft: Die Bremer Strecken am Tagesprogramm wurden vom WDR aus Köln übernommen. Radio Bremen produziert seitdem nur noch das Programm am Wochenende und an Feiertagen und hat die Redaktion der Welle deswegen erheblich verkleinert.
Im August 2016 erfolgte der Start des crossmedialen Angebotes Bremen Next für junge Menschen in Bremen, Bremerhaven und Umgebung. Im Netz und auf seinen Social-Media-Kanälen berichtet Bremen Next über Musik und Lifestyle-Themen. Den musikalischen Schwerpunkt bilden Hip-Hop und elektronische Musik.

## Rechtliche Verankerung
Radio Bremen ist eine Anstalt des öffentlichen Rechts. Gesetzliche Grundlage sind das Radio-Bremen-Gesetz sowie der Rundfunkstaatsvertrag mit der Freien Hansestadt Bremen. Aufsichtsgremium ist der Rundfunkrat. Aufsichtsbehörde ist die Landesrundfunkanstalt. Struktur und Organisation der Anstalt sind im Radio-Bremen-Gesetz geregelt. Darüber hinaus sind darin unter anderem der Programmauftrag und die gesellschaftliche Kontrolle der Anstalt festgeschrieben. Das Gesetz wurde am 23. Januar 2008 durch die Bremische Bürgerschaft mit den Stimmen der rot-grünen Koalition (Senat Böhrnsen II) geändert und trat novelliert am 1. Februar 2008 in Kraft. Am 16. März 2016 verabschiedete sie auf Betreiben der rot-grünen Landesregierung (Senat Sieling) ein neues Radio-Bremen-Gesetz. Die FAZ schrieb, das Gesetz habe „eine politische Schlagseite, die eigentlich ein Fall fürs Verfassungsgericht wäre“, namentlich unter dem Stichwort „Staatsferne“.
Beteiligungsgesellschaften sind die Radio Bremen Media GmbH (100 %, Diepenau 10, Bremen), die Ndrb Sales & Services GmbH (mit NDR 2), die Bremedia Produktion GmbH (100 %) und die Bremer Bühnenhaus GmbH jeweils mit eigener Geschäftsführung.
Die nicht rechtsfähige Gemeinschaftseinrichtung namens ARD ZDF Deutschlandradio Beitragsservice zieht seit 2013 den Rundfunkbeitrag ein (früher die GEZ). Einnahmen aus der Rundfunkwerbung erwirtschaftet die Radio Bremen Media GmbH.

### Strukturreform
Die Organisation von Radio Bremen wurde 2005/2006 unter Federführung des damaligen Intendanten Heinz Glässgen umstrukturiert. Die gesamte technische Produktion und Sendetechnik von RB wurde im Rahmen einer Public Private Partnership am 1. April 2006 an die Bremedia Produktion GmbH ausgegliedert, eine inzwischen 100%ige Tochter von Radio Bremen. Bis 2018 hielt die Bavaria Film GmbH 49 Prozent an dem Unternehmen. Bremedia produziert sämtliche Fernsehproduktionen, betreut technisch alle vier Radioprogramme und das Internetangebot des Senders. Zudem ist die Bremedia Produktion GmbH an der Produktion von Kinofilmen beteiligt. Dadurch erhoffte sich der Sender eine Senkung der Betriebs- und Produktionskosten.
Der Betriebsrat kritisierte die Auslagerung des gesamten technischen Dienstes in ein privates Unternehmen, da dieses nicht an die für Radio Bremen geltenden Tarifverträge gebunden ist. Die Dienstleistungsgewerkschaft verdi befürchtete, dass durch die Einstellung von Journalisten durch Bremedia die „redaktionelle Unabhängigkeit von der Privatwirtschaft“ nicht mehr gewährleistet sei. Bereits zum 1. Januar 2006 wurde die Abteilung Ausstattung in die Bremer Bühnenhaus GmbH ausgegliedert, an der Radio Bremen als Minderheitsgesellschafter beteiligt ist. Zuvor wurde von Radio Bremen die Verantwortung für die Ausstrahlung der UKW- und Fernseh-Programme vom eigenen Senderbetrieb an Media Broadcast übergeben. Aufgaben von Radio Bremen im Bereich des Gebühreneinzugs werden seit 2001 vom NDR wahrgenommen. Ziel der Maßnahmen war, den Status des Senders als eigenständige Landesrundfunkanstalt auch in Zukunft zu sichern.

### Intendanten von Radio Bremen
- 1946–1957: Walter Geerdes
- 1957–1968: Heinz Kerneck
- 1968–1973: Hans Abich
- 1973–1974: Klaus Bölling
- 1974–1985: Gerhard Schröder
- 1985–1999: Karl-Heinz Klostermeier
- 1999–2009: Heinz Glässgen
- 1. August 2009 bis 31. Juli 2019: Jan Metzger
- seit 1. August 2019: Yvette Gerner

## Programme
Radio Bremen strahlt allein oder gemeinsam mit anderen Rundfunkanstalten folgende Programme aus:

### Hörfunkprogramme
- Bremen Eins – Oldies, Evergreens, melodiöse Popmusik, Sport
- Bremen Zwei (bis August 2017 Nordwestradio) – Tagesbegleitprogramm mit anspruchsvoller, heterogener Popmusik und Wortanteil, der u. a. einen weiten Kulturbegriff abdeckt
- Bremen COSMO – „Global Sounds Radio“, tagsüber auf Deutsch, abends in 14 weiteren Sprachen; (Gemeinschaftsprogramm mit dem WDR unter Beteiligung des rbb)
- Bremen Vier – Rockmusik und Popmusik
- Bremen Fünf (Parlamentsradio)/NDR Info (Programm des NDR mit sporadischen Auseinanderschaltungen für Sondersendungen)[21]
- Bremen Next – Jugendwelle

Webchannels
- Bremen Eins Beat-Club (Webchannel 6)
- Bremen Eins Spezial (Webchannel 5)
- Bremen Zwei Sounds (Webchannel 7)
- Bremen Zwei Spezial (Webchannel 1)
- Zeiglers wunderbare Welt des Pop (Webchannel 4)
- Bremen Vier HeuckZeug (Webchannel 3)
- Bremen Vier Rockt!
- Bremen Vier Spezial[22]

### Fernsehprogramme
- Das Erste – Gemeinschaftsprogramm der ARD; der Anteil von Radio Bremen beträgt 1,0 Prozent
- Radio Bremen TV für Bremen und Bremerhaven
- NDR Fernsehen – Beteiligung am gemeinsamen dritten Fernsehprogramm für Niedersachsen, Mecklenburg-Vorpommern, Schleswig-Holstein, Hamburg und Bremen; rund 25 Stunden Programm pro Monat kommen derzeit von Radio Bremen, die das hauptsächlich vom NDR gesteuerte Programm ergänzen. Strahlt Radio Bremen seine Inhalte aus, sieht man das Radio-Bremen-Logo in der linken oberen Ecke.
- Phoenix – Beteiligung am gemeinsamen Ereigniskanal der ARD und des ZDF
- KiKA – Beteiligung am Kinderkanal von ARD und ZDF
- ARTE – Beteiligung am deutsch-französischen Kulturkanal
- 3sat – Beteiligung am Kulturkanal von ARD, ZDF, ORF und SRG
- One – Spartenprogramm der ARD
- tagesschau24 – Spartenprogramm der ARD

### Radio Bremen online
Als dritte Vertriebssäule und eigenen programmatischen Schwerpunkt bespielt Radio Bremen auch das Internet. Als eine der ersten ARD-Anstalten ging Radio Bremen 1995 online. Heute betreut die eigene Online-Abteilung ein umfangreiches Internetangebot, das die Hörfunk- und Fernsehprogramme begleitet und mit butenunbinnen.de ein Regionalportal betreibt. Per Internet sind alle Hörfunkwellen live zu hören (Stream). Das Regionalmagazin Buten un Binnen ist auch per Web zu sehen. Ferner werden zahlreiche Sendungen per Podcast verbreitet. In den Audio- und Mediatheken der ARD ist Radio Bremen mit zahlreichen Podcasts vertreten.

## Bekannte Sendungen

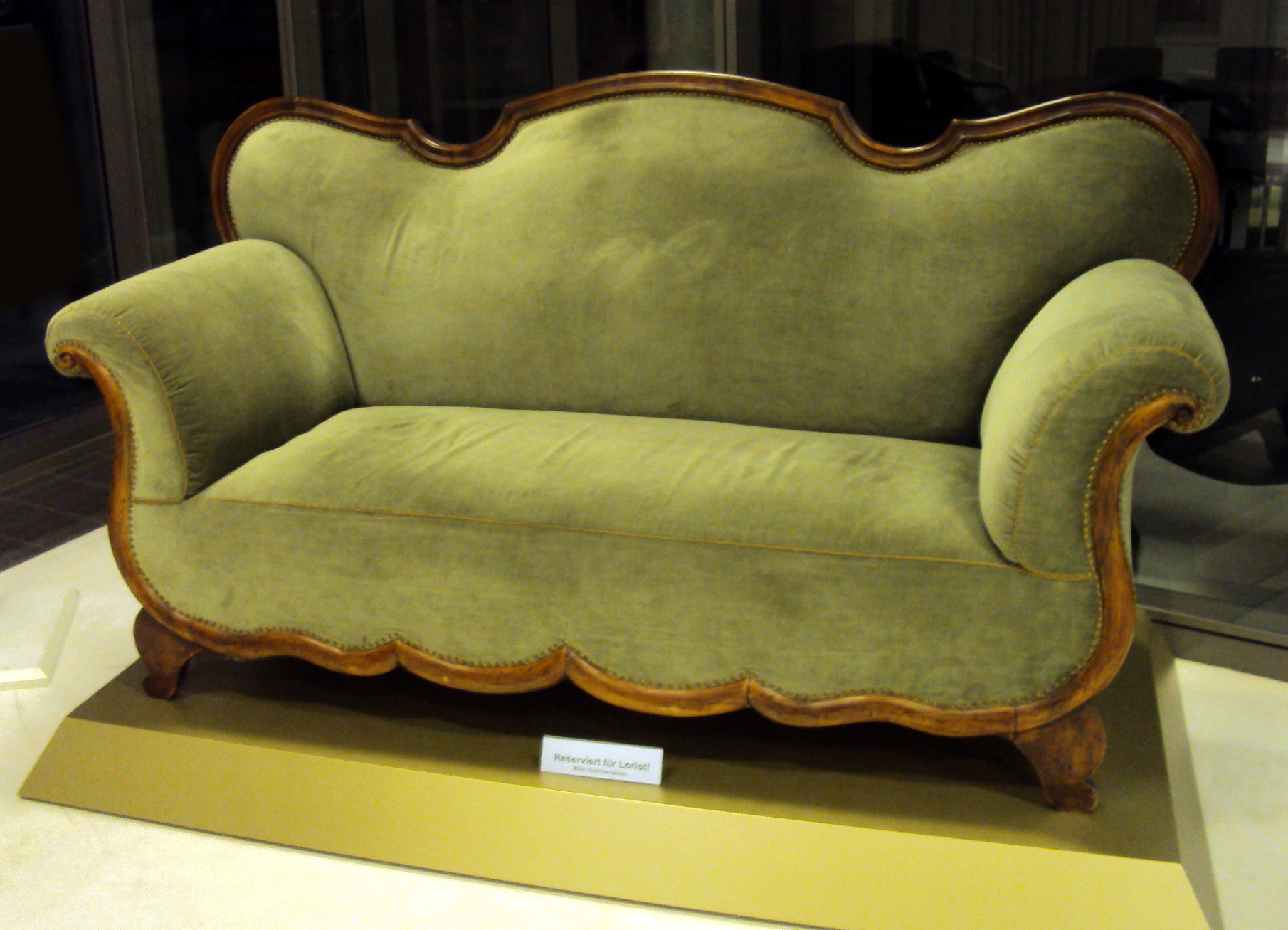
Das Sofa aus der von Radio Bremen produzierten Fernsehserie Loriot steht seit 2011 im Foyer des Senders (2013).

Einige bekannte Sendungen oder Produktionen von Radio Bremen sind oder waren:
- 3 nach 9
- Am laufenden Band
- Beat-Club
- Berlin, Berlin
- Bilderbuch Deutschland
- Bremer Tierladen
- buten un binnen
- Die verflixte Sieben
- Drei mit Herz
- Einer wird gewinnen
- Extratour
- Höchstpersönlich
- Loriot (Serien, Filme und Geburtstagsspecials)
- Mare Radio
- Musikladen
- Nicht von schlechten Eltern
- Nordländer
- Pops tönende Wunderwelt
- Radio Tatort
- Rudi Carrell Show
- Rudis Tagesshow
- Seehund, Puma & Co.
- sportblitz
- Tatort (Lürsen und Stedefreund)
- Teufelsmoor (Fernsehserie, sechs Teile)
- Total normal
- Unter Gaunern
- Vinyl
- Wishlist
- Y-Kollektiv

## Sendeanlagen

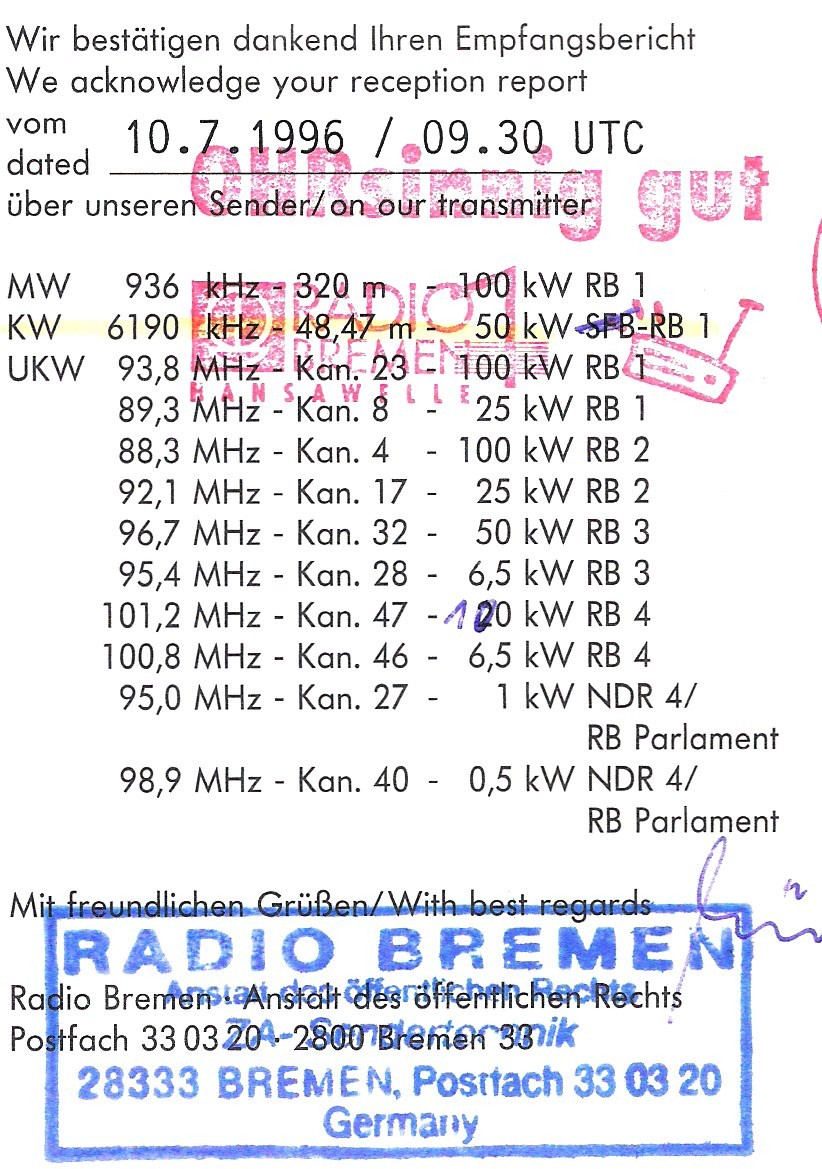
Empfangsbestätigung(QSL) 1996

Bis 1999 betrieb Radio Bremen in Bremen-Leher Feld eine Sendeanlage für UKW, MW, KW und TV mit drei Sendemasten und einer Kurzwellen-Antenne auf dem Leher Feld. Allerdings musste diese Anlage aus Gründen der elektromagnetischen Umweltverträglichkeit stillgelegt werden und wurde daher abgerissen.
Als Ersatz für die UKW- und TV-Sender wurden auf dem Fernmeldeturm Bremen (Eigentümer: Deutsche Funkturm GmbH) entsprechende Sendeeinrichtungen installiert. Seit dem 24. Mai 2004 wird dort das TV-Programm über DVB-T ausgestrahlt.
Für den auf der Mittelwellenfrequenz 936 kHz arbeitenden Mittelwellensender wurde in Bremen-Oberneuland eine neue Sendeanlage mit Rundstrahlcharakteristik errichtet. Als Antenne dient eine geknickte Reusenantenne, die an einem 45 Meter hohen, abgespannten, geerdeten Stahlfachwerkmast befestigt ist. Diese Sendeantenne besitzt einen Gewinn von 4,5 dB, bewirkt also, dass der dort installierte 50-Kilowatt-Sender mit einer ERP von 140 Kilowatt sendet. Der Mittelwellensender auf 936 kHz wurde am 13. März 2010 aus Kostengründen abgeschaltet.
Daneben betrieb Radio Bremen auch noch eine Sendeanlage für UKW und TV in Bremerhaven (am Bürgerpark). Dieser Rundfunksender Bremerhaven-Bürgerpark wurde im Oktober 2000 aufgegeben, seitdem werden die Bremerhavener Frequenzen von Radio Bremen vom Fernmeldeturm Schiffdorf der Deutsche Funkturm GmbH abgestrahlt.